# Grodzisko (gromada)
Grodzisko – dawna gromada, czyli najmniejsza jednostka podziału terytorialnego Polskiej Rzeczypospolitej Ludowej w latach 1954–1972.
Gromady, z gromadzkimi radami narodowymi (GRN) jako organami władzy najniższego stopnia na wsi, funkcjonowały od reformy reorganizującej administrację wiejską przeprowadzonej jesienią 1954 do momentu ich zniesienia z dniem 1 stycznia 1973, tym samym wypierając organizację gminną w latach 1954–1972.
Gromadę Grodzisko siedzibą GRN w Grodzisku utworzono 31 grudnia 1961 w powiecie strzyżowskim w woj. rzeszowskim z obszarów zniesionych gromad Różanka (bez przysiółków Grabina, Zagóra i Działy) i Tropie w tymże powiecie.
1 stycznia 1970 ze wsi Różanka w gromadzie Grodzisko wyłączono część o ogólnej powierzchni 10 a 10 m², włączając ją do wsi Tułkowice w gromadzie Dobrzechów w tymże powiecie.
Gromada przetrwała do końca 1972 roku, czyli do kolejnej reformy gminnej.